# Grupno prvenstvo NP Osijek 1954./55.
Grupno prvenstvo Nogometnog podsaveza Osijek je predstavljalo najniži stupanj natjecanja u podsavezu. Prvenstvo je bilo podijeljeno u 3 grupe. Prvaci grupa su igrali kvalifikacije za ulazak u pokrajinsku ligu podsavezne lige.

## Tablice

### Grupa I
| Mj. | Klub                   | Sus. | Pobj. | Ner. | Por. | GR.   | Bod. |
| --- | ---------------------- | ---- | ----- | ---- | ---- | ----- | ---- |
| 1.  | NK Zmaj Zmajevac       | 12   | 10    | 2    | 0    | 40:16 | 22   |
| 2.  | NK Sloga Lug           | 12   | 9     | 0    | 3    | 35:14 | 18   |
| 3.  | NK Darda               | 12   | 6     | 2    | 4    | 29:19 | 14   |
| 4.  | NK Borac Kokingrad     | 12   | 6     | 1    | 5    | 17:16 | 13   |
| 5.  | NK Radnički Mirkovac   | 12   | 4     | 0    | 8    | 32:32 | 8    |
| 6.  | NK Lastavica Brestovac | 12   | 1     | 4    | 7    | 10:24 | 6    |
| 7.  | NK Mladost Draž        | 12   | 1     | 1    | 10   | 11:53 | 3    |

### Grupa II
| Mj. | Klub                     | Sus. | Pobj. | Ner. | Por. | GR.   | Bod. |
| --- | ------------------------ | ---- | ----- | ---- | ---- | ----- | ---- |
| 1.  | NK Omladinac Petrijevci  | 8    | 6     | 1    | 1    | 28:8  | 13   |
| 2.  | NK Papuk Orahovica       | 8    | 5     | 2    | 1    | 16:7  | 12   |
| 3.  | ŠK Jovalija Valpovo      | 8    | 4     | 1    | 3    | 17:17 | 9    |
| 4.  | NK Podravac Bistrinci    | 8    | 2     | 0    | 6    | 12:25 | 4    |
| 5.  | NŠK Sloga Donji Miholjac | 8    | 1     | 0    | 7    | 11:27 | 2    |

### Grupa III
| Mj. | Klub                | Sus. | Pobj. | Ner. | Por. | GR.   | Bod. |
| --- | ------------------- | ---- | ----- | ---- | ---- | ----- | ---- |
| 1.  | NK Proleter Vukovar | 14   | 9     | 2    | 3    | 45:19 | 20   |
| 2.  | NK Bršadin          | 14   | 9     | 0    | 5    | 47:25 | 18   |
| 3.  | NK Sinđelić Trpinja | 14   | 7     | 3    | 4    | 35:30 | 17   |
| 4.  | NK Omladinac Dalj   | 14   | 6     | 3    | 5    | 38:39 | 15   |
| 5.  | BSK Bijelo Brdo     | 14   | 4     | 4    | 6    | 41:42 | 12   |
| 6.  | NK Borac Bobota     | 14   | 5     | 2    | 7    | 25:36 | 12   |
| 7.  | NK Sloga Pačetin    | 14   | 5     | 1    | 8    | 33:38 | 11   |
| 8.  | TANK Tenja          | 14   | 2     | 3    | 9    | 16:51 | 7    |

## Kvalifikacije za ulazak u podsaveznu ligu
| Mj. | Klub                    | Sus. | Pobj. | Ner. | Por. | GR.  | Bod. |
| --- | ----------------------- | ---- | ----- | ---- | ---- | ---- | ---- |
| 1.  | NK Proleter Vukovar     | 4    | 3     | 0    | 1    | 10:5 | 6    |
| 2.  | NK Omladinac Petrijevci | 4    | 2     | 0    | 2    | 9:5  | 4    |
| 3.  | NK Zmaj Zmajevac        | 4    | 1     | 0    | 3    | 6:15 | 2    |